# Eccoptomera aldrichi
Eccoptomera aldrichi is een vliegensoort uit de familie van de afvalvliegen (Heleomyzidae). De wetenschappelijke naam van de soort is voor het eerst geldig gepubliceerd in 1928 door Czerny.